# Slomškov most
Slomškov most je neuradno ime avtocestnega mostu, ki vzhodno od Maribora pri Malečniku prečka kanal in strugo reke Drave. V dolžino meri 765 m, čezenj pa poteka avtocesta A1.